# Escut i bandera de Sacanyet
L'escut i la bandera de Sacanyet són els símbols representatius de Sacanyet, municipi del País Valencià, a la comarca de l'Alt Palància.

## Escut heràldic
L'escut oficial de Sacanyet té el següent blasonament:
| « | Escut quadrilong de punta redona. En camp d'or, una alzina de sinople, acostada de dues creus gregues flordelisades de gules. Per timbre, corona reial oberta. | » |

## Bandera
La bandera oficial de Sacanyet té la següent descripció:
| « | Bandera de proporcions 2:3. Tercejada en alt. El primer terç, a l'asta, de gules. El segon o central, d'or. El tercer, al batent, de sinople. L'escut municipal al centre. | » |

## Història
L'escut fou aprovat per Resolució de 12 de juliol de 2001, del conseller de Justícia i Administracions Públiques, publicada en el DOGV núm. 4.077, de 3 de setembre de 2001.
L'alzina és el senyal tradicional del poble des del segle xix. Les creus recorden la pertinença del poble a la comanda de Begís, de l'orde de Calatrava. De fet, Sacanyet va pertànyer al terme de Begís fins al 1842.
La bandera fou aprovada per Resolució de 20 de febrer de 2002, del conseller de Justícia i Administracions Públiques, publicada en el DOGV núm. 4.220, de 3 d'abril de 2002.